# Emmanuel Montamat
Emmanuel Montamat est un producteur de cinéma français.

## Biographie
Emmanuel Montamat est le fondateur avec Thomas Langmann de la société de production cinématographique La Petite Reine en 1995 à laquelle on doit notamment le film français The Artist de Michel Hazanavicius en 2011 qui remporta de nombreuses récompenses du Festival de Cannes aux Oscars du cinéma. À ce titre, il fut nommé aux Prix du cinéma européen dans la catégorie Meilleur film en tant que producteur.

## Filmographie

### Producteur associé
- 2008 : Astérix aux jeux olympiques de Frédéric Forestier et Thomas Langmann
- 2008 : L'Instinct de mort de Jean-François Richet
- 2008 : L'Ennemi public n° 1 de Jean-François Richet
- 2010 : Le Mac de Pascal Bourdiaux
- 2011 : La Nouvelle Guerre des boutons de Christophe Barratier
- 2011 : The Artist de Michel Hazanavicius
- 2013 : Les reines du ring
- 2014 : The Search
- 2014 : Pseudonym
- 2015 : Nos femmes
- 2015 : Un moment d'égarement

### Producteur exécutif
- 2011 : Mon père est femme de ménage de Saphia Azzeddine
- 2021 : Les Bodin's en Thaïlande
- 2025 : Nouvelle Vague de Richard Linklater

### Coproducteur
- 2012 : Maniac

### Producteur
- 2012 : Stars 80 de Frédéric Forestier et Thomas Langmann
- 2012 : Le Magasin des suicides de Patrice Leconte
- 2014 : Les Francis
- 2014 : Colt 45
- 2016 : Ils sont partout
- 2016 : À fond
- 2019 : Vagabondes

## Nominations
- Prix du cinéma européen : Meilleur film européen de l'année en 2011